# Uherský salám
Uherský salám, lidově uherák (maďarsky Téliszalámi – zimní salám) je uzenina pocházející z Maďarska. Má stoletou tradici výroby. 

## Charakteristika
Je vyroben z libového vepřového masa maďarských bagounů plemen mangalica s přidáním uzené slaniny. Ve 21. století je již nabíjen výhradně do umělých střev. Tradovalo se, že při jeho výrobě se používá i oslí maso, ve skutečnosti je to však jen legenda. Základním kořením je paprika, dále pak bílý pepř a další. Uherský salám je vyráběn za přístupu studeného vzduchu a velmi pomalu uzen. Během suchého zrání vytvoří speciální ušlechtilé ochranné plísně jeho charakteristický bílý povrch.

## Historie
Továrna Pick v maďarském Szegedu je považována za výrobce pravého uherského salámu, podle jejího vlastního vyjádření je jen nejúspěšnějším výrobcem tohoto druhu. Původ má uherský salám v milánském salámu ze severní Itálie. Recept přinesli do Uher v 18. století Italové, kteří jezdili za prací do Rakouska-Uherska. K fermentaci salámu bylo potřeba chladné podnebí, proto se v Uhrách zpočátku vyráběl jen v zimě. Proto se uherák v Maďarsku stále jmenuje Zimní salám (Téliszalámi).

## Chráněné označení
Szegedi téliszalámi (zimní salám ze Szegedu) získal chráněné označení původu Evropské unie (PDO) v roce 2007. V roce 2009 následovalo udělení chráněné zeměpisné označení (PGI) pro Budapesti téliszalámi. Maďarské ministerstvo zemědělství a rozvoje venkova vydalo mnoho zvláštních předpisů týkajících se výrobků nazvaných „szegedský zimní salám“.

## Zajímavosti
Za první čsl. republiky byl uherský salám předmětem přepychové daně; Nejvyšší správní soud se v judikátu z roku 1935 zabýval otázkou, zda se tato daň vztahuje jen na originální uherský salám nebo i jeho tuzemské napodobeniny, a dospěl k závěru, že se vztahuje i na napodobeniny uherského salámu.
V obci Hradešice (okres Klatovy) byla první výroba tohoto salámu v Čechách: jde o bývalý hostinec U Panušků, kde v roce 1880 zavedl hostinský Karel Panuška jako první v Čechách výrobu uherského salámu. Nápis na bývalé výrobně s touto informací byl zničen přemalbou až v devadesátých letech 20. století.   